# 엑스포트 (담배)
엑스포트(영어: Export)는 JTI 맥도널드가 생산하고 캐나다에서 판매하는 담배 브랜드이다. 제품라인업 중 가장 많은 것은 엑스포트 'A' 제품군이다. 또한 JTI는 필터 없는 롤링 토바코인 엑스포트 플레인을 생산하고 있기도 하다.

## 제품군
- 엑스포트 플레인 (필터 없음)
- 엑스포트 A 풀 플레버 (녹색)
- 엑스포트 A 리치(적색)
- 엑스포트 A 미디엄 (청색)
- 엑스포트 A 스무스 (금색)
- 엑스포트 A 익스트라 스무스 (회색)

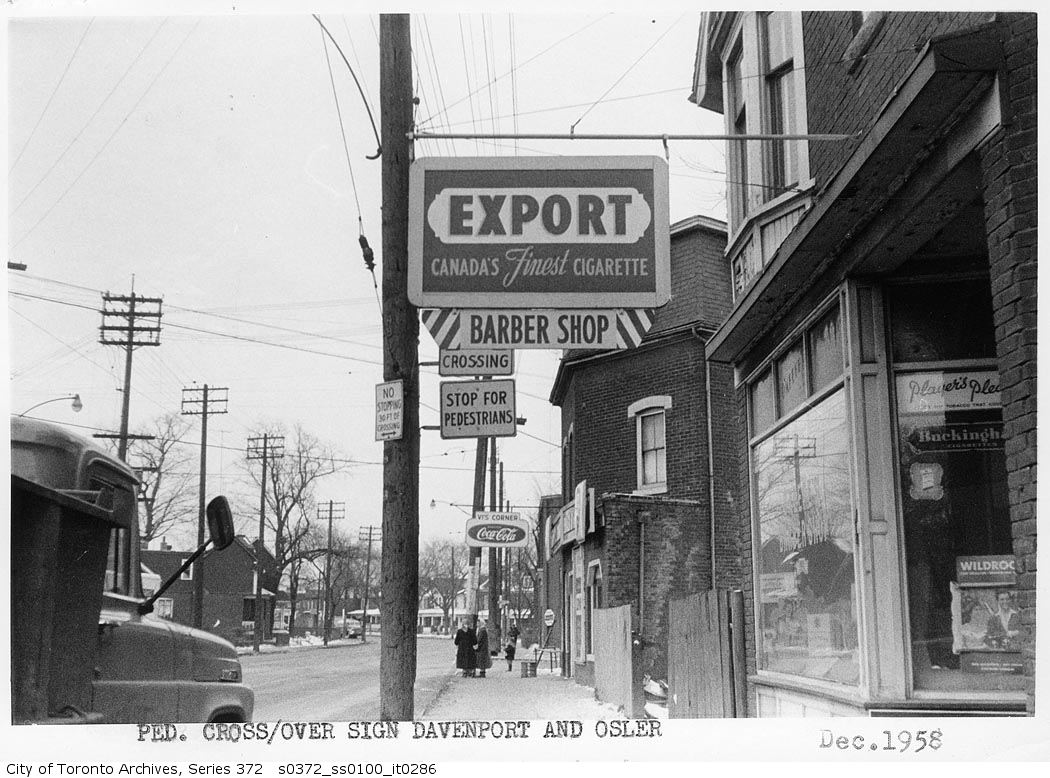
1958년 토론토 광고

- 엑스포트 A 울트라 스무스 (엷은 청색)